# Еврейский квартал (Грозный)
Еврейский квартал (Грозный) — бывший квартал в центральной части города Грозного.

## География
Район располагался в центре северной части Грозного, на правом берегу реки Сунжи, в пределах Ленинского района. Основные улицы района — Московская и Виктора Кан-Калика (бывшая улица Субботников).

## Происхождение названия
Название квартала происходило от Еврейской общины.

## История района
«Еврейская слободка» — район, где традиционно проживала еврейская община, один из старых кварталов Грозного. Первая горская община евреев переселилась в район крепости Грозной во второй половине XIX века из торгового аула Эндирей (Андреевка, Дагестан). В досоветское время еврейский квартал назывался еврейский форштадт.
Квартал также именовался Красная еврейская слободка, район назывался так потому, что крыши домов в этом районе традиционно были покрыты красной черепицей по контрасту с казачьими домами, крытыми соломой.
В 1869 году Грозному был присвоен статус города, и это повлияло на приток новых поселенцев в район.
- В 1866 году, в Грозном проживало 928 евреев[6].
- В 1869 году, 995 евреев[6].
- В 1874 году, 1260 горских евреев, при общем населении города 8450 человек[7].
- В 1874 году, 1259 евреев, 14,9 % от общего населения города[6].
- В 1890 году, 1594 евреев[6].
- В 1897 году, 1711 евреев, 10,9 % от общего населения города[6].
- В 1900 году, 2310 евреев, 14 % от общего населения города[6].
- В 1910 году, 2474 евреев, 9,5 % от общего населения города[6].
- В 1926 году, 2787 евреев, 2,9 % от общего населения города. В том числе 1475 горских евреев[6].
- В 1939 году, 3992 евреев[6].
- В 1970 году, 4791 евреев. В том числе 202 горских еврея, 13 крымчаков и 2 караима[6].
- В 1979 году, 3758 евреев, 1 % от общего населения города[6].

Основными занятиями жителей общины были хлебопашеством, садоводством, скотоводством, ремеслами, торговля и выделка кожи. В 1866 им принадлежало 155 саклей, 4 сада и виноградника, 27 лавок. Район представлял собой несколько кварталов. Позже был построен Беликовский мост, соединяющий слободку с центральной частью города, это повлияло на экономическое развитие района.
Что вы видите при въезде в Грозный. Проезжаешь мост: на мосту стоит группа горских евреев, переселившихся в Грозный из гор; несмотря на то, что горские евреи с незапамятных времен покинули Палестину (задолго до Рождества Христова), они сохранили типичные черты своих соотечественников, живущих в Польше и России; темновато-желтый цвет лица и грустные черные глаза. Прожив много веков среди гор, евреи не утратили присущего соотечественникам их коммерческого духа, и теперь они держат в своих руках торговлю Грозного и Нальчика. Некоторые из евреев носят европейский костюм, другие — черкески. Но жизнь в горах все-таки наложила на них отпечаток: многие из них прекрасные наездники и неустрашимые джигиты.
(Харузин Н. Н. По горам Северного Кавказа. Путевые очерки // Вестник Европы, № 10. 1888.)
В 1893 году в Грозном обнаружили крупные месторождения нефти, что привело к быстрому развитию города. В Грозный стали прибывать европейские евреи из центральной России. Первый молитвенный дом был построен в 1875 году, а в 1902 году его заменила большая купольная синагога, построенная из кирпича, она располагалась между персидской мечетью и баней Митникова. По состоянию на 1883 год в Грозном располагалось 2 синагоги. Ашкеназская синагога построена в 1863 году, для горских евреев, в 1865 году. Согласно И. Л. Леонтьеву, купольную синагогу закрыли в период религиозных гонений примерно в 1928 году. Позже здание храма занимало музыкальное училище.
Диаспора имела свой обособленный квартал, который был полностью разрушен в годы гражданской войны. Тем не менее, в это время еврейская колония Грозного укрупняется, в город стекаются беженцы-евреи из соседних аулов. По левой части квартала располагался парк имени Кирова и Бароновский район, заселённый преимущественно армянской диаспорой, а по правой стороне квартала проходила старая трамвайная линия, проходящая через весь квартал.
Некорые факты из жизи евреев Грозного:
- С 1847 раввином в Грозного был Моше Царнис[6][12].
- В 1860-х годах одним из раввинов был Шауль Биниамини[6][12].
- С 1875 года раввином был Исраэль бен Ашер[6][12].
- В 1900 году 13 детей изучали талмуд и тору. Местные сионисты собирали деньги на устройство библиотеки[6].
- В 1900 году Мататьягу Богатырёв из Грозного участвовал в работе 4-го Всемирного сионистского конгресса, в Лондоне[6].
- В начале 1900-х годов в Грозном действовала организация «Поалей Цион»[6].
- В 1906 году в Грозном была основана горско-еврейская школа с преподаванием на русском языке. Первым директором школы был активный участник сионистского движения в Грозном, Аким Ишаятович Исакович[6].
- В 1909 году в Подмандатную Палестину, переселились 64 семьи из Грозного и основали в Иерусалиме общину горских евреев. В конце XIX — начало XX века, в Грозном существовала караимская община, исповедовавшие иудаизм караимского толка[6].
- В марте 1917 года, группа евреев Грозного во главе с И. Ш. Анисимовым обратилась с призывом к евреям Кавказа собрать съезд в поддержку Временного правительства России[6].
- В 1925 году, директор еврейской школы писатель Худайнатов, Закой Юхананович выступил с инициативой латинизации еврейско-татского языка[6].
- Во 2-й половыне 1920-х годов в здании бывшей синагоги действовал клуб для горских евреев[6].
- В 1963 году в Грозном была закрыта синагога[6][13].

На улице Субботников (бывшая Беликовская) находилась учебное заведение школа № 22. В конце 1980-х годов население района составляло около 4 тысяч человек. С началом военных действий на территории Чечни, практически всё еврейское население покинуло Грозный, эмигрировало в Израиль и в города России, прежде всего в города Северного Кавказа, не затронутые войной (Моздок, Владикавказ, Пятигорск, Ставрополь).

## Известные евреи Грозного
Список лиц еврейского происхождения, родившихся или когда-либо работавших в Грозном:
- Бениаминов, Александр Давидович (1904—1991), советский и американский актёр театра и кино. Народный артист РСФСР (1968)[6].
- Беньямини (Бениаминов), Арон (1886—1943), врач, обществ деятель[6][15].
- Богатырев, Владимир Шимдуевич, художник, герой Великой отечественной войны[12].
- Вардан, Иосиф, скульптор, переехал в США, принимал участие в разработке и дизайне президентских лимузинов[12][15].
- Гельман, Ефим Леонидович, бывший министр народного образования Правительства ЧР при Доку Завгаеве[12].
- Ифраимова, Наоми Рабоевна (род. 1941), балетмейстер, организатор и руководитель хореографического ансамбля «Товуши»[15].
- Кан-Калик, Виктор Абрамович (1946—1991), советский педагог, профессор, доктор педагогических наук, ректор Чечено-Ингушского государственного университета в 1990—1991 годах[6][12][15].
- Кошман, Николай Павлович (род. 1944), апрель — ноябрь 1996 — председатель правительства ЧР[12].
- Раабен, Лев Николаевич (род. 1913), музыковед, д-р иск-ведения (1968), проф. (1971), автор работ и иссл. по истории камерно-инстр. музыки.
- Рабаев, Виктор Агавович, поэт из Чечни[12].
- Ридаль, Арсений Григорьевич (1883—1975), главный режиссёр Грозненского театра с 1952 по 1962 годы[6][12][15].
- Худайнатов, Закой Юхананович (1889—1939), просветитель, преподаватель горско-еврейского языка, автора учебников и писатель[12][15].